# Бересневи
Бересне́ви (рос. Бересневы) — присілок у складі Даровського району Кіровської області, Росія. Входить до складу Кобрського сільського поселення.
Населення становить 18 осіб (2010, 13 у 2002).
Національний склад станом на 2002 рік — росіяни 100 %.